# Neogobius
Neogobius is een geslacht van straalvinnige vissen uit de familie van grondels (Gobiidae). Het geslacht is voor het eerst wetenschappelijk beschreven in 1927 door Iljin.

## Soorten[2][3]
- Neogobius bathybius (Kessler, 1877)
- Neogobius caspius (Eichwald, 1831)
- Neogobius fluviatilis (Pallas, 1814) – Pontische stroomgrondel
- Neogobius melanostomus (Pallas, 1814) – Zwartbekgrondel
- Neogobius pallasi (Berg, 1916)
- Neogobius platyrostris (Pallas, 1814)
- Neogobius ratan (Nordmann, 1840)